# Самопомощь (партия)
Объединение «Самопомощь» (укр. Об'єднання «Самопоміч») — украинская политическая партия. Зарегистрирована Министерством юстиции Украины 29 декабря 2012 года, регистрационное свидетельство № 215-п.п. Лидер — заместитель Председателя Верховной Рады Украины VIII созыва Оксана Сыроед. Название партии совпадает с названием гражданского объединения «Самопомощь», созданного Садовым в октябре 2004 года.
Своей идеологией провозглашает «христианскую мораль и здравый смысл».

## История
Название и идеология партии «Объединение „Самопомощь“» заимствованы у кооперативного движения, которое активно развивалось в Галичине в начале XX века. Тогда люди объединялись в союзы, чтобы вместе вести хозяйство, бороться с запретами и ограничениями властей. Одним из таких объединений было общество «Краєвий Союз ревізійний», которая воплощала эту идею самоорганизации людей через газету «Самопоміч», выходившей в 1909—1914 годах как приложение к журналу «Економіст».
В 2004 году Андрей Садовый, на тот момент директора ОО «Институт развития города», основывает общественную организацию «Самопомощь», задача которой была восстановить традиции самоорганизации. В октябре 2012 года, Садовый, уже будучи мэром Львова, объявил о намерении создать на базе общественной организации «Самопомощь» одноимённую политическую партию, которая основывать свою деятельность на принципах христианской морали и христианско-консервативных ценностях. Новая партия был зарегистрирована 29 декабря 2012. Регистрации предшествовала почти детективная история с регистрацией 21 декабря, то есть за восемь дней до регистрации партии «Самопомощь», партии-клона с почти таким же названием, но расположенной в Киеве.
По данным социологических исследований в декабре 2013 рейтинг за партию «Самопомощь» во Львове были готовы голосовать от 11 % жителей города (выборы в горсовет) до 3 % (выборы в Верховную Раду), за лидера партии были готовы отдать свои голоса около 43,5 %, доверяют своему мэру более 75 % львовян. 

### Выборы вКиевсовет
Первый опыт участия в выборах партия получила весной 2014 года на досрочных выборах в Киевский городской совет. 21 апреля 2014 года партия обнародовала избирательный список в Киевсовет. Всего в список вошло 22 кандидата, первые пять из них:
1. Шульга Наталья, исполнительный директор «Украинский научный клуб»
2. Гусовский Сергей, владелец компании «Рестораны Гусовского»
3. Логвин Андрей, генеральный директор «Kasta»
4. Гапчук Максим, финансовый директор «Страховая компания „Княжа“»
5. Андрейко Роман, генеральный директор «Телерадиокомпания „Люкс“»

25 мая 2014 года «Самопомощь» приняла участие в досрочных выборах в Киевский городской совет. По окончательным подсчётам партия заняла третье место с результатом 7,4 %. В Киевсовет было избрано 5 депутатов от партии «Самопомощь».

### Парламентские выборы 2014
…В партии много обеспеченных людей, представителей серьёзного бизнеса, которые могут себе позволить вкладывать деньги в новый перспективный политический проект и самим же в нём участвовать.
28 февраля 2014 года лидер партии заявил, что «Самопомощь» намерена принять участие в досрочных парламентских выборах, которые состоятся 26 октября 2014 года.
9 сентября 2014 в Киеве прошёл съезд «Объединения „Самопомощь“», на котором был утверждён избирательный список. Председатель партии Андрей Садовый отметил:

Мы обнародуем сегодня все фамилии, которые есть в списке. И просим дать нам чёткое понимание — стоят эти люди того, чтобы представлять нас в парламенте. После того, как мы получим ваши мнения — в конце недели финализируем список. Таково было требование народа — открытые списки. Парламент за это не проголосовал. Но поэтому это сделаем мы.— 
В список вошли представители добровольческого батальона «Донбасс» и активисты партии «Воля». Сам Садовый занял в списке 50-е место. Андрей Садовый призвал всех к обсуждению кандидатур или выдвижению новых. На основе предложений он пообещал обнародовать окончательный список через неделю. 23 сентября «Самопомощь» презентовала план действий в парламенте. Представляли программу: лидер партии Андрей Садовый, Анна Гопко («Реанимационный пакет реформ»), Егор Соболев («Общественный люстрационный комитет»), Павел Кишкар (батальон «Донбасс»), их команды и эксперты. Согласно программе партия собиралась развивать местное самоуправление и экономику, аграрную сферу и село, информационно-коммуникационные технологии, образование и социальную сферу, провести административную реформу, поднять обороноспособность страны, очистить власть.
По итогам парламентских выборов партия набрала 10,97% (1729271 голос избирателей - 3 место) и получила 33 мандата. Заместителем председателя Верховной рады Украины стала депутат от «Самопомощи» Оксана Сыроед, а в новое правительство партия делегировала предпринимателя Алексея Павленко на должность Министра аграрной политики и продовольствия Украины. 22 января 2016 года партия отозвала Павленко из кабинета министров, призвав сформировать новое коалиционное соглашение и правительство. Руководителем партийной фракции в Верховной Раде стал 28-й номер в списке партии Олег Березюк.
После попадания в парламент партия «Воля» заявила о выходе из «Объединения „Самопомощь“».

### Местные выборы 2015 года
По результатам прошедших осенью 2015 года региональных выборов партия заняла последнее, десятое место по количеству депутатов проведённых в местные органы власти — 915 человек (2 % от всех). Наибольшего успеха «Самопомощь» добилась на выборах во Львове (37,50 % мест в городском совете и 16,67 % в областном), Хмельницком (21,43 % мест в городском совете), Николаеве (18,52 % мест в госовете), Киеве (18,33 % мест в горсовете), а также в Тернополе и Житомире (по 16,67 % мест в совете каждого из городов). Кроме того, кандидаты партии победили на выборах мэров двух городов. Во Львове мэром вновь стал Андрей Садовый (61,10 %), в Николаеве городским головой был избран Александр Сенкевич (54,90 %).
18 февраля 2016 года «Объединение „Самопомощь“» вышло из правящей коалиции из-за провала попытки отправить второе правительство Яценюка в отставку, который им был назван «откровенным сговором между высшим руководством государства с одной стороны и олигархами и подконтрольными им силами в парламенте с другой». После его выхода коалиция «Европейская Украина» утратила необходимый для своего существования минимум депутатов (226). На следующий день парламентская фракция партии заявила о переходе в оппозицию.
В сентябре 2016 года Национальное агентство по вопросам предотвращения коррупции на основании закона о государственном финансировании партии приняло решение выделить партии «Самопомощь» 12,462 млн грн (25 % от общего размера ежегодного государственного финансирования).

### Коррупционные скандалы
В 2017 году прокуратура Харьковской области выявила факты хищения 87 млн грн бюджетных средств. Одним из фигурантов дела оказался заместитель председателя Запорожского областного совета и руководитель фракции «Самопомощи» Владислав Марченко, который был помещён под домашний арест. Позднее подозрения с Марченко были сняты, он покинул «Самопомощь», оставшись членом партийной фракции, сохранив за собой пост заместителя председателя облсовета и став уполномоченным по гендерным вопросам Запорожского областного совета.
Весной 2018 года журналист Севгиль Мусаева (телеканал ZIK), изучив официальную отчётность «Самопомощи», пришла к выводу, что партию финансируют аффилированные её руководству бизнесмены. Так, ОАО «Південьзахіделектромережбуд», наблюдательный совет которого в течение 8 лет возглавлял Андрей Садовой, предоставляет партии в бесплатную аренду два автомобиля Toyota, также партия арендует помещение под офис у ПАО «Промбудприлад», одним из акционеров которого является уже названная компания. Согласно данным Мусаевой, ОАО «Південьзахіделектромережбуд» неоднократно ппредоставлялись участки под застройку во Львове.
6 сентября 2018 года руководство «Самопомощи» исключило из партии четырёх депутатов Киевсовета, в том числе и лидера партийной фракции Сергея Гусовского. Причиной стали обвинения в адрес депутата Киевсовета от «Самопомощи» Романа Марченко в использовании служебного положения для реализации «вероятно, коррупционных схем с земельными участками в Киеве». Проведя внутреннее расследование, руководство «Самопомощи» решило инициировать процедуру отзыва Марченко, все обнаруженные в ходе расследования документы передать в Национальное агентство по предотвращению коррупции и Национальное антикоррупционное бюро. Также было решено исключить из партии депутатов которые поддержали выделение Марченко и его семье земельных участков (сам Марченко был членом фракции, но не партии). Большинство членов фракции «Самопомощи» в Киевсовете, второй по численности, отказались осудить Марченко и Гусовского, приняли решение о самороспуске и объявили о намерении создать собственную депутатскую группу. Гусовский заявил, что причиной его исключения стало желание Андрея Садового убрать потенциального конкурента за пост лидера партии. Марченко опроверг свою причастность к коррупционным схемам, объяснив все обвинения в свой адрес внутрипартийной борьбой Садового с Гусовским.

### Выборы 2019 года
В октябре 2018 года «Самопомощь» и партия Демократический альянс договорились вместе участвовать в президентских, парламентских и местных выборах в Украине. Также Демальянс обещал поддержать лидера «Самопомощи», мэра Львова Садового на выборах президента в 2019 году. В январе 2019 года на съезде партии «Самопомощь» было принято решение выдвинуть лидера партии Андрея Садового кандидатом в президенты Украины. 8 января ЦИК Украины зарегистрировал Андрея Садового кандидатом в президенты Украины. 1 марта Садовый объявил, что снимает свою кандидатуру с и призвал избирателей голосовать за Анатолия Гриценко, бывшего министра обороны и лидера партии «Гражданская позиция». 4 марта Садовый подал заявление в ЦИК Украины об отзыве своей кандидатуры с выборов президента. 31 марта, по итогам первого тура президентских выборов, Гриценко набрал 6,91 % голосов и занял 5-е место.
21 марта лидер «Самопомощи» Андрей Садовый заявил, что больше не будет баллотироваться в мэры Львова, которым он является с 2006 года.
После неудачных для партии президентских выборов, в апреле—мае «Самопомощь» покинули по меньшей мере семь депутатов.
2 апреля 2019 года Андрей Садовый объявил, что партия «Самопомощь» будет участвовать в предстоящих в июле выборах в Верховную Раду самостоятельно. 8 июня состоялся партийный съезд, на котором по итогам внутрипартийного голосования был сформирован список кандидатов в Верховную раду.
11 мая 2019 года на партийном съезде Андрей Садовой был переизбран лидером «Самопомощи», также был обновлён политический совет.
Кампания по выборам народных депутатов Украина завершилась для партии «Самопомощь» провалом, за неё отдали свои голоса всего лишь 91 700 избирателей (0,62 %). Даже в родном для Садового регионе — Львовской области — «Самопомощь» набрала лишь 2,84 % голосов. Если на выборах 2014 года партия завоевала 33 места в парламенте, то по итогам голосования в 2019 году в Раду был избран всего один представитель «Самопомощи», мэр города Яворов (Львовская область) Павел Бакунец.
21 июля 2019 года Андрей Садовый объявил о готовности уйти с поста лидера партии «Самопомощь»:
«Нельзя быть одновременно и мэром, и лидером партии. Это очень тяжело — я это увидел за те 5 лет. Поэтому моя работа — я мэр Львова. Я думаю, что нормальный принцип демократический: если ты не привел партию к победе — ты должен подать в отставку и партия должна выбрать нового руководителя.
У нас много классных качественных людей, думаю, будут достойные люди (руководить партией — ред.). Я остаюсь, из „Самопомощи“ никуда не денусь — я ее создавал, это как мой родной ребенок, но должно быть больше драйва…».
В 2020 году Андрей Садовый стал кандидатом во Львовский городской совет от этой же партии.